# Tardu
Tardu (Tardou) foi um governante turco (cã), ativo na segunda metade do século VI. Era filho de Sizábulo e irmão de Turxanto. Governou os turcos nas cercanias do Monte Ectal (a Montanha Dourada), onde a embaixada de Valentino visitou-o em 576.